# Lothar Ibrügger
Lothar Ibrügger (* 24. Dezember 1944 in Bad Elster) ist ein deutscher Politiker (SPD). Er war von 1998 bis 2000 Parlamentarischer Staatssekretär beim Bundesminister für Verkehr, Bau- und Wohnungswesen.

## Leben und Beruf
Nach dem Abitur 1966 am Ratsgymnasium in Minden leistete Ibrügger zunächst den Wehrdienst ab und begann 1967 ein Studium der Architektur und der Stadt- und Regionalplanung an der Technischen Universität Berlin, welches er 1971 als Diplom-Ingenieur beendete. Ibrügger ist seitdem als selbständiger Stadt- und Regionalplaner tätig.
Lothar Ibrügger ist verheiratet. Er hat drei Kinder.

## Partei
Seit 1969 ist Ibrügger Mitglied der SPD.

## Abgeordneter
Ibrügger wurde im Dezember 1975 als Direktkandidat der SPD im Wahlkreis Minden-Lübbecke nominiert.
Im Oktober 1976 gewann Ibrügger das Direktmandat mit 49,7 % und war von 1976 bis 2009 Mitglied des Deutschen Bundestages. Hier war er von 1994 bis 1998 stellvertretender Vorsitzender des Ausschusses für Verkehr. 
Lothar Ibrügger ist bis 1994 stets als direkt gewählter Abgeordneter des Wahlkreises Minden-Lübbecke, 1998 des Wahlkreises Wahlkreises Minden-Lübbecke II und seit 2002 des Wahlkreises Minden-Lübbecke I in den Bundestag eingezogen. Bei der Bundestagswahl 2005 erreichte er hier 47,5 % der Erststimmen. Im Jahr 2007 kündigte er an, bei der Bundestagswahl 2009 nicht noch einmal kandidieren zu wollen.
Von Februar 1978 bis Juli 1979 gehörte Ibrügger auch dem Europäischen Parlament an.
Von 1981 bis 1998 war bzw. seit 2000 ist er erneut Mitglied der Parlamentarischen Versammlung der NATO. Hier war er von 1989 bis 1993 Vorsitzender des Ausschusses für Wirtschaft und Technologie und von 1993 bis 1997 Vorsitzender des Unterausschusses für Abrüstung militärischer Technologien. Von 2000 bis 2001 und erneut von 2005 bis 2008 war Ibrügger stellvertretender Vorsitzender, von November 2008 bis November 2009 war er Vorsitzender des Ausschusses für Wissenschaft und Technologie. Von 2002 bis 2008 war er Schatzmeister der Parlamentarischen Versammlung der NATO.

## Öffentliche Ämter
Am 27. Oktober 1998 wurde Ibrügger als Parlamentarischer Staatssekretär beim Bundesminister für Verkehr, Bau- und Wohnungswesen in die von Bundeskanzler Gerhard Schröder geführte Bundesregierung berufen. Am 20. März 2000 schied er aus dem Amt.

## Kabinett
- Kabinett Schröder I

## Auszeichnungen
- 1986: Verdienstkreuz 1. Klasse des Verdienstordens der Bundesrepublik Deutschland[5]